# Blaj
Blaj (maďarsky: Balázsfalva; německy: Blasendorf) je město v župě Alba (v rumunském Sedmihradsku), středisko rumunské řeckokatolické církve. V roce 2011 zde žilo 20 630 obyvatel.

## Historie

### Původ názvu města
První zmínka pochází z roku 1252, kdy oblast u místní řeky koupil německý šlechtic Herbord s svým bratrem Laurentiusem. Herbordůn syn Blaise Cserei zdědil v roce 1313 celý majetek a pojmenoval osadu po sobě. V průběhu dějin město získalo latinský název Villa Blasii a maďarský Balázsfalva.

### Stručná historie
Původně vznikla osada jako místo pro dvacet rodin. Během 17. století byla vesnice několikrát vypleněna Turky. Centrem místní řeckokatolické církve se Blaj stal v roce 1687, kdy na úkor Turecka získalo vliv v tehdejším Sedmihradsku Rakouské císařství. Zlom v historii města přišel v roce 1737, kdy bylo biskupství řeckokatolické církve přesunuto z Făgăraș právě do Blaje. Nastal rychlý rozvoj osady, která získala už v roce 1739 městská práva. První rumunsky vyučující škola byla otevřena právě zde v roce 1754. Blaj se stal také jedním z prvních míst, kde se začala rumunština zapisovat latinkou místo cyrilice a taktéž město bylo u začátků rumunského národního obrození. Působil zde Inocențiu Micu-Klein a jeho následovníci Samuel Micu, Gheorghe Șincai, Petru Maior a Ion Budai Deleanu, kteří se zasloužili o osvícení rumunské kultury. V roce 1848 proběhly ve městě velké bouře proti připojení Sedmihradska k tehdejším Uhrám.
Těžkou ránu pro město znamenal komunisty nařízený zákaz Řeckokatolické církve v Rumunsku v roce 1948. Řeckokatolická akademie byla uzavřena a Ústřední knihovna zničena. Místní inteligence byla rozptýlena po celém Rumunsku. Došlo i na zatýkání kněží a na nucené deportace.

## Obyvatelstvo

### Vývoj obyvatelstva v průběhu doby
| Rok       | 1930  | 1948  | 1956  | 1966   | 1977   | 1992   | 2002   | 2011   |
| Obyvatelé | 4 618 | 6 641 | 8 731 | 15 775 | 20 826 | 22 425 | 21 819 | 20 630 |

### Etnické složení obyvatelstva
| - 83,78 % Rumuni - 9,23 % Rómové - 6,51 % Maďaři - 0,22 % Němci |

### Významné osobnosti města
- Timotei Cipariu (1805-1887) rumunský řeckokatolický duchovní, pedagog, filolog, novinář a politik

## Pamětihodnosti
- Katedrála – architekt: Anton Erhard Martinelli

## Hospodářtví
Region je známý produkcí bílého vína. Kromě tradičního dřevozpracujícího průmyslu je rozvinut i strojírenský průmysl. V roce 2007 zde otevřela pobočka německé firmy Robert Bosch Bosch Rexroth AG zcela novou výrobní halu produkující lineární techniku.

## Doprava
Město leží na státní silnici DN 14B (spojení Bukurešť – Kluž – Oradea) a silnici DN 7 (spojení Arad – Temešvár). Železnice vedoucí z Bukurešti prochází městem a vede dál do maďarské Budapešti a rakouské Vídně. Nejbližší letiště jsou v Sibiu (60 km), Kluži (100 km) a Târgu Mureș (75 km).

## Galerie

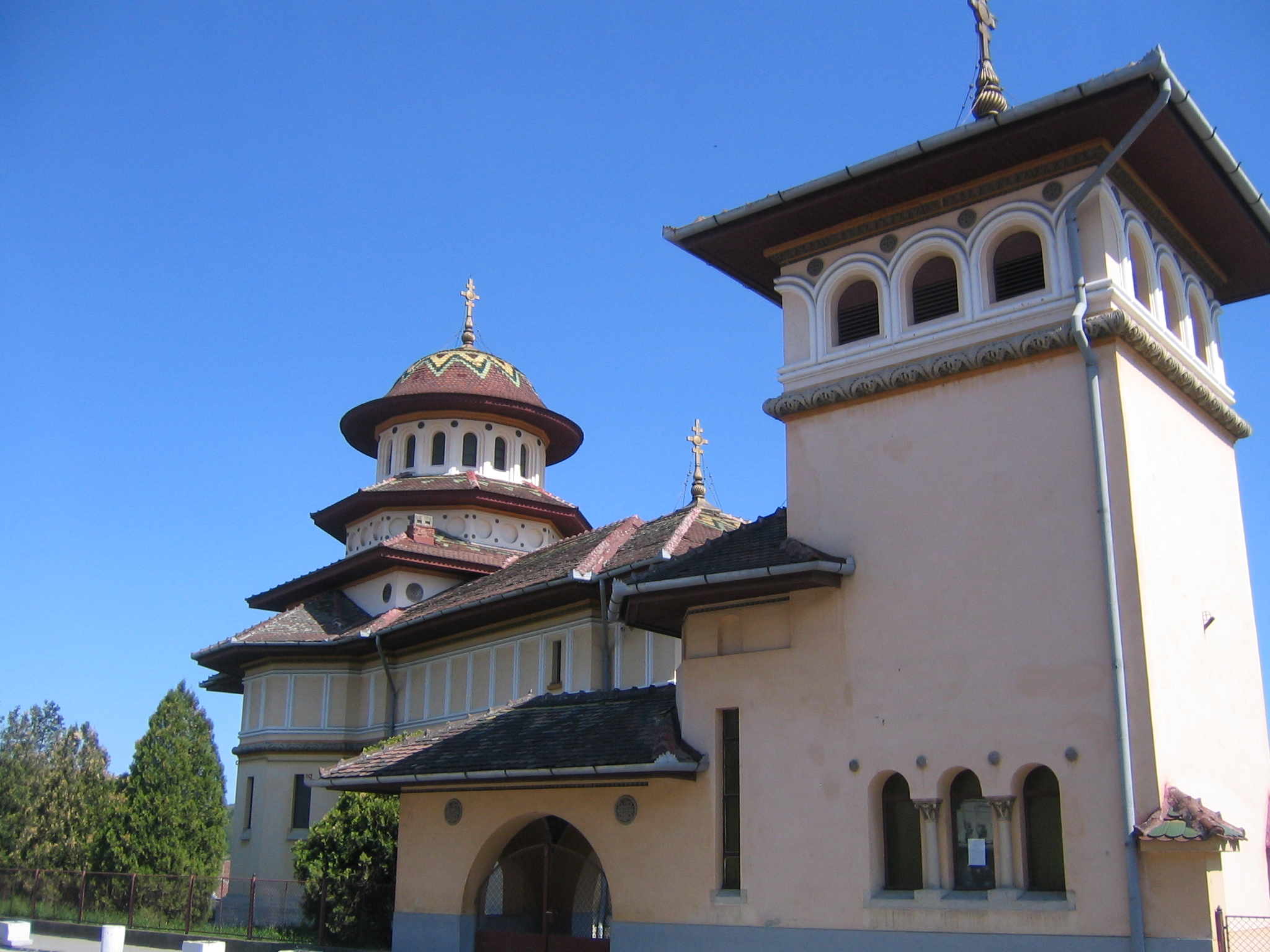
Místní řeckokatolický kostel
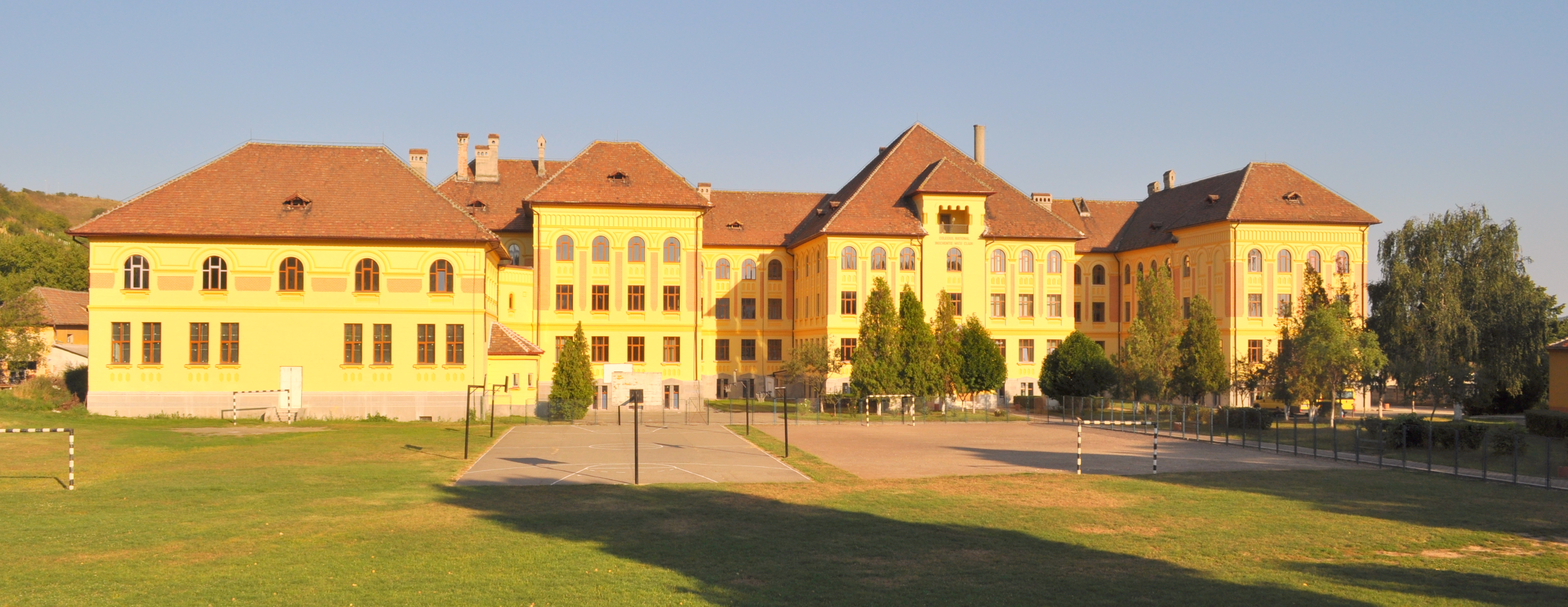
Rumunská akademie Inocenția Micu-Kleina
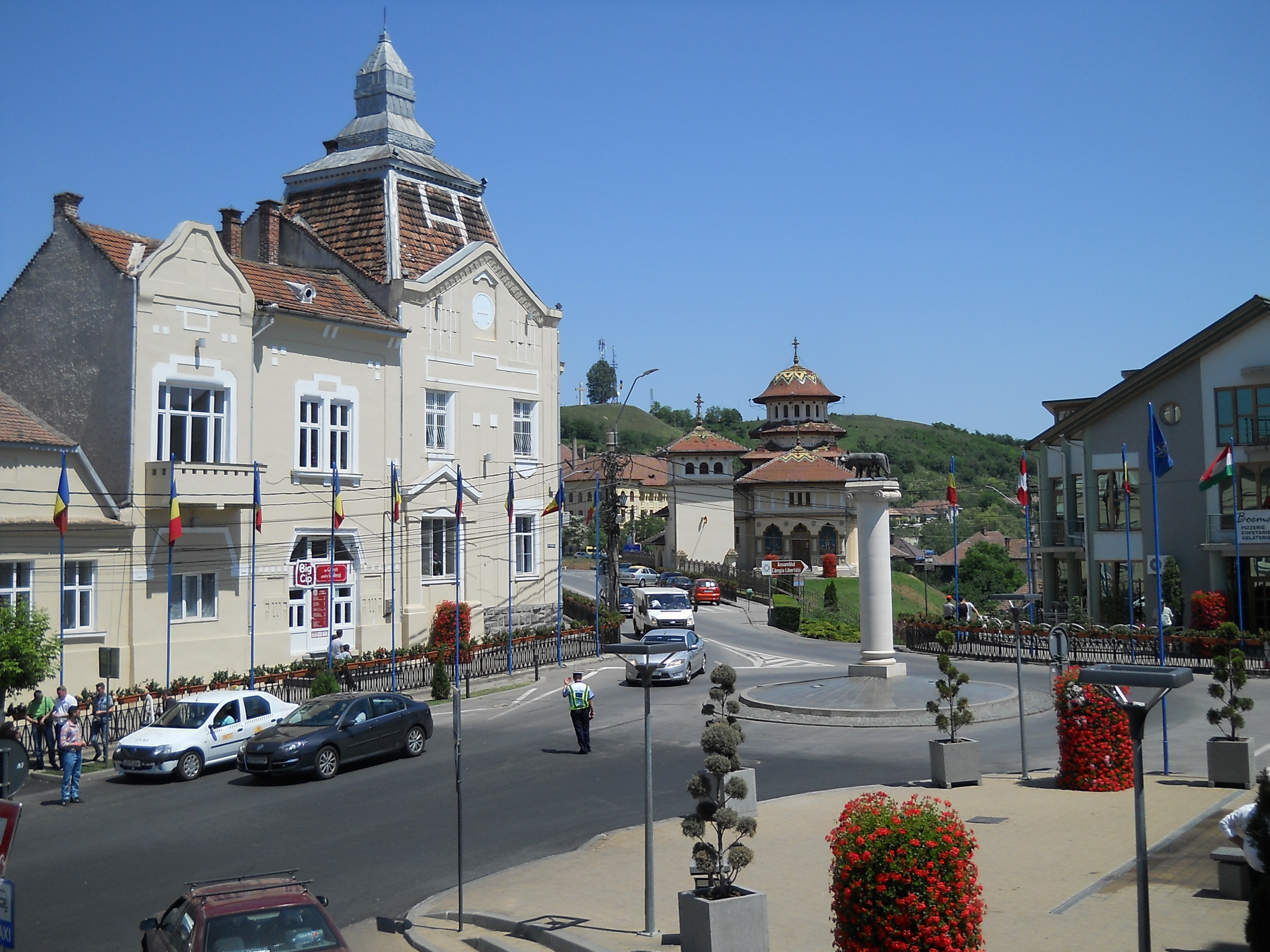
Centrum města
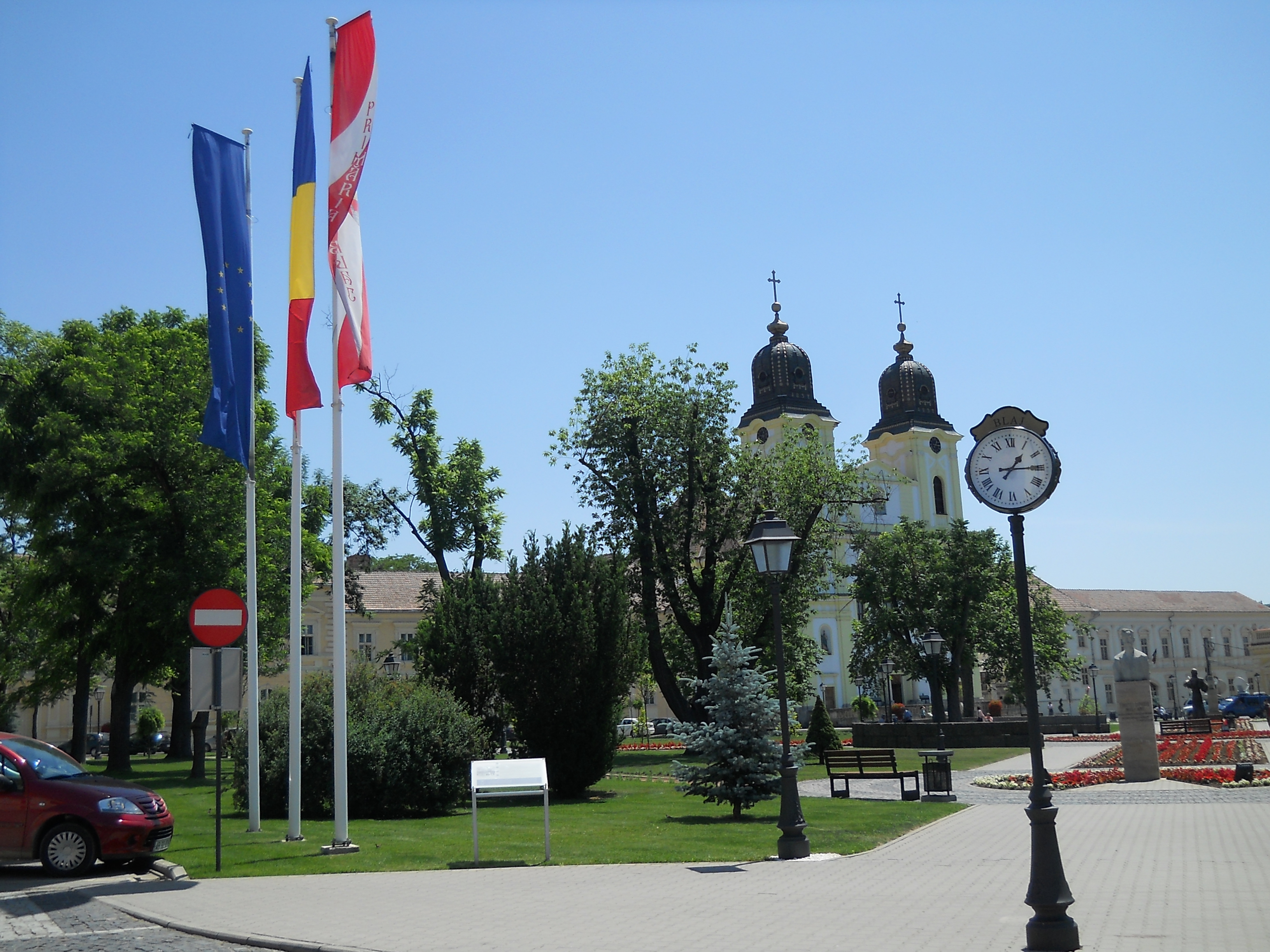
Centrum města
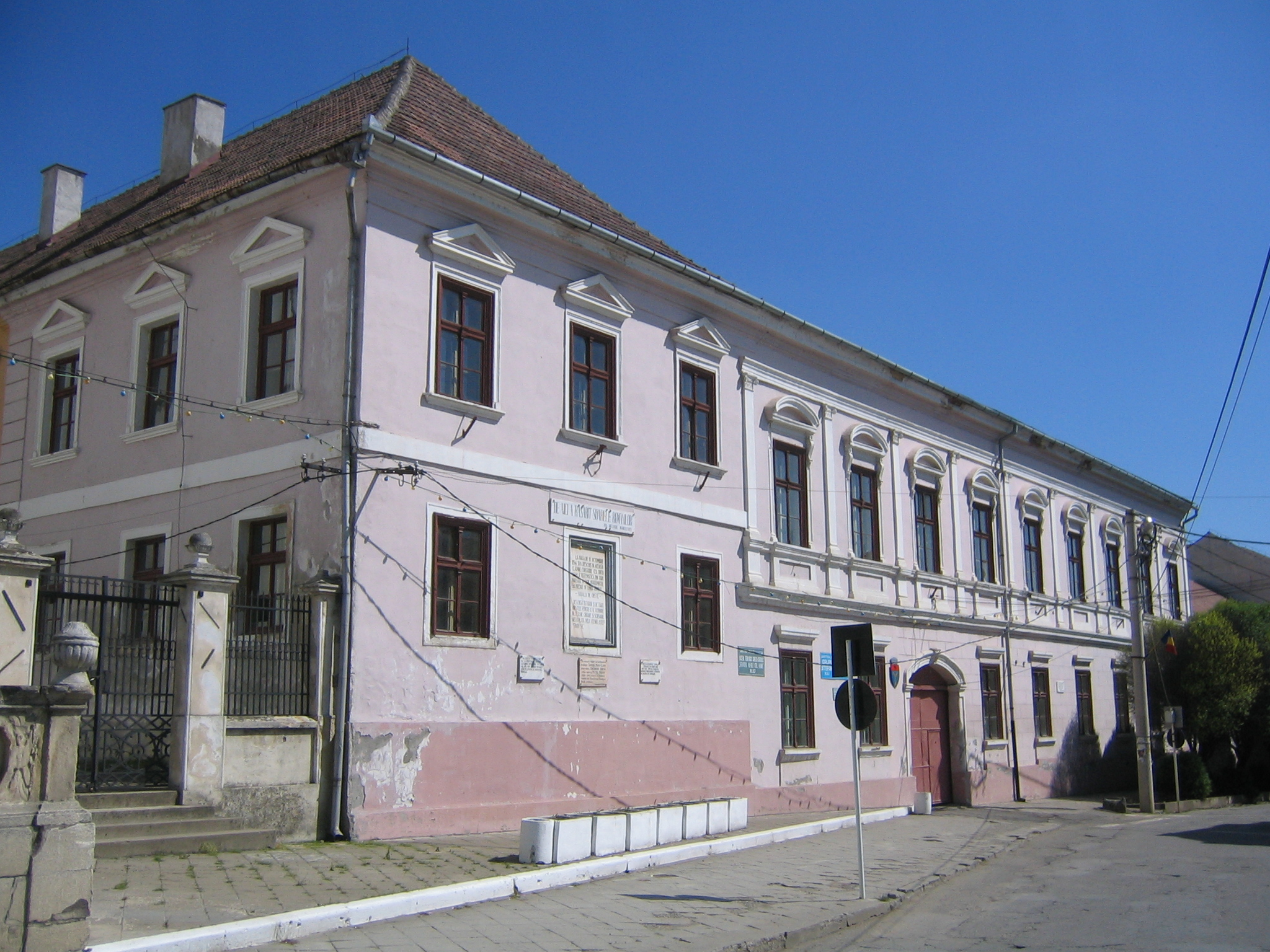
Budova první rumunsky učící školy
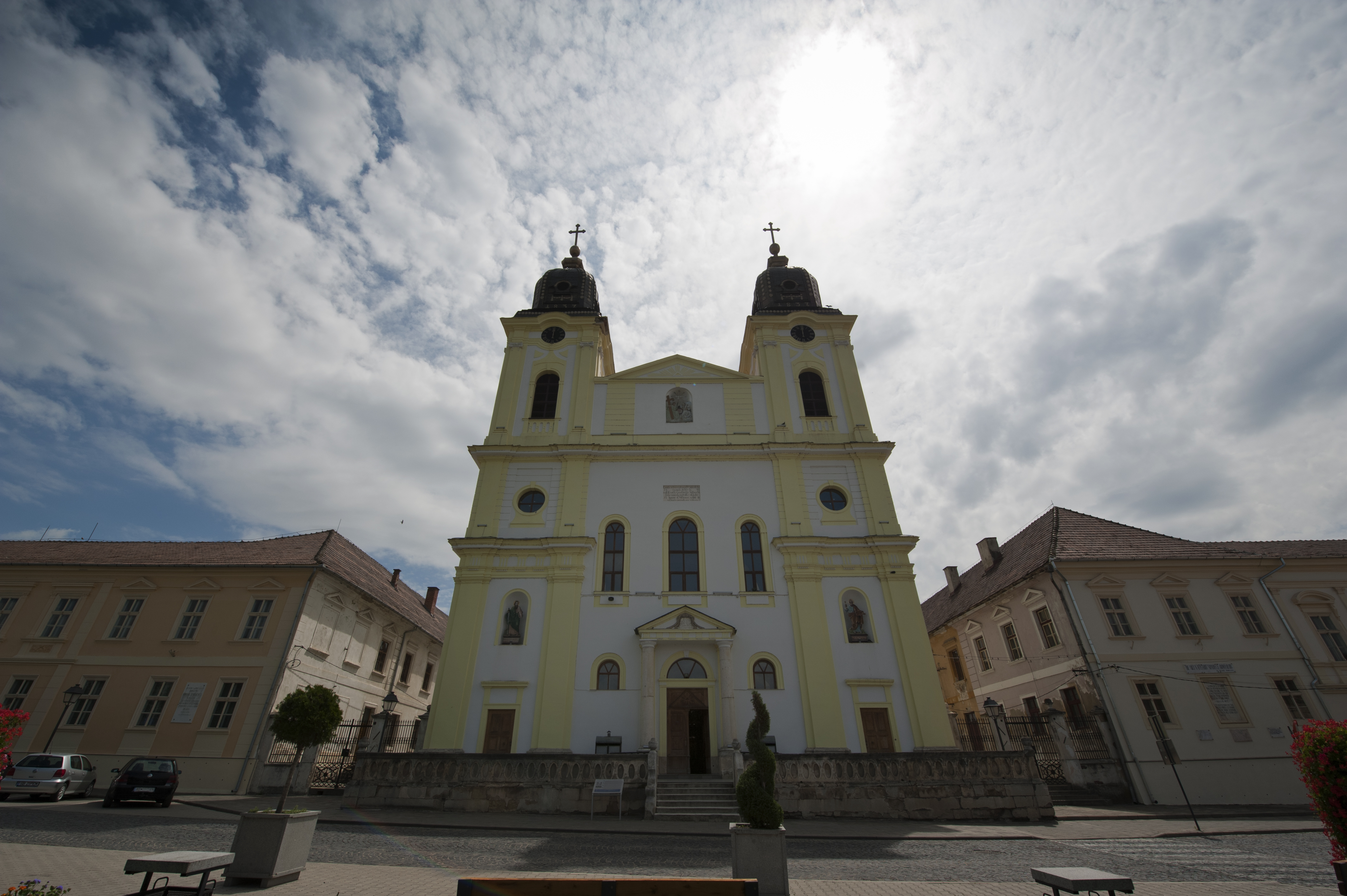
Katedrála Nejsvětější Trojice
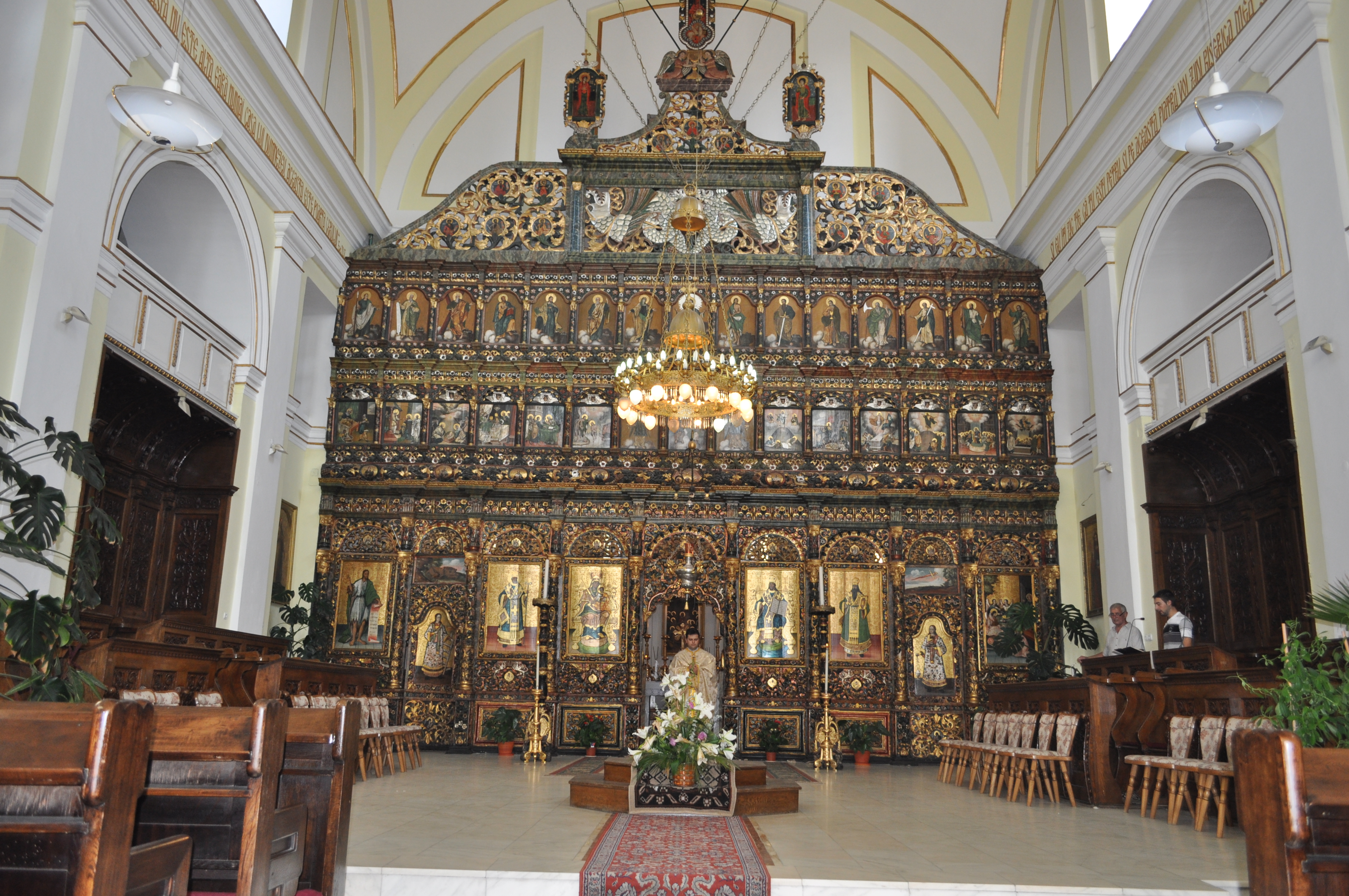
Interiér katedrály Nejsvětější Trojice

## Partnerská města
- Allschwil, Švýcarsko
- Morlanwelz, Belgie
- Recanati, Itálie